# Adelpha radiata
Adelpha radiata, a irmã estriada, é uma borboleta da família Nymphalidae. Ela foi descrita por Hans Fruhstorfer , em 1915. Encontra-se desde a Costa Rica e o Panamá até o Equador, Venezuela, Guiana francesa e Brasil.

## Subespecies
- A. r. radiata (Brasil: do Rio de Janeiro até Santa Catharina)
- A. r. aiellae Willmott & Hall, 1999 (Panamá, Equador ocidental)
- A. r. explicator Willmott & Hall, 1999 (leste do Equador)
- A. r. gilletella Brévignon, 1995 (Guiana francesa)
- A. r. myrlea Fruhstorfer, 1915 (Brasil: Espírito Santo, Rio de Janeiro)
- A. r. romeroi Willmott & Neild, 2003 (Venezuela)